# Landeszeughaus Graz

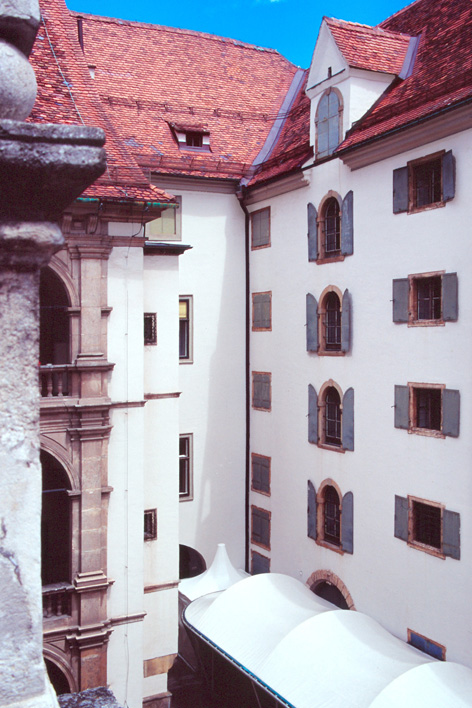

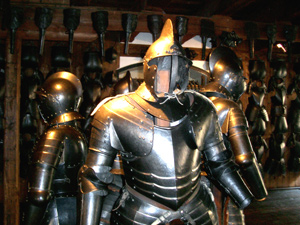
gamla rustningar

Landeszeughaus i Graz (Österrike) är ett museum för rustningar och vapen som lagrades av de steiriska lantständerna på 1500- och 1600-talen för att utrusta trupper mot attacker från det osmanska riket.

## Historia
1551 användes för första gången beteckningen ”Zeughaus” (sv. tyghus) för lantständernas vapendepå. Den låg i lantständernas hus och vid stadsportarna. Den första bevarade inventarieförteckningen från 1557 listar upp mer än 19 000 objekt. På grund av det tilltagande militära hotet utvidgades vapenproduktionen och en inventarielista från 1629 omfattar redan 85 000 vapen. För att få plats för vapnen byggdes mellan 1642 och 1644 tyghuset i anslutning till lantständernas hus efter ritningar av arkitekten Anton Solar. Där lagrades och underhölls utrustning för 16 000 soldater. Som mest räknades 185 000 objekt år 1699.
Inom ramen för centraliseringen av arméorganisationen under kejsarinnan Maria Teresia skulle tyghuset avvecklas på 1740-talet och de föråldrade vapnen skulle säljas. Men lantständerna ville bevara vapensamlingen vilket beviljades. Tyghuset omvandlades efterhand till ett museum vars verksamhet finansierades genom försäljning av vapen. Under den borgerliga revolutionen 1848 lämnades för sista gången vapen ut till nationalgardet, studentmiliser och polistrupper. Även då försvann en del vapen. 1892 inlemmades tyghuset i landsmuseet Joanneum.

## Dagens bestånd
Idag omfattar tyghusets samlingar ca 32 000 objekt: rustningar, hjälmar, lansar, blankvapen och olika skjutvapen m m från 1500- och 1600-talen. De flesta vapnen var avsedda för meniga fot- och ryttarsoldater. Men det finns även – ofta rikt dekorerade – officersvapen i samlingen som kommer från verkstäder i Innsbruck, Augsburg och Nürnberg. 